# Moteur H Renault-Nissan
Le moteur H chez Renault, connu également sous le nom moteur HR chez Nissan est un moteur thermique automobile à combustion interne, essence quatre temps, avec trois ou quatre cylindres en ligne alésés à 72,2 mm, 75,5 mm ou 78 mm de diamètre, directement dans le bloc en aluminium. Il est refroidi par eau, doté d'un vilebrequin 4 paliers sur les versions trois cylindres et cinq paliers sur les versions quatre cylindres, avec deux arbres à cames en tête entraînés par une chaîne de distribution. Il est coiffé d'une culasse en aluminium. C'est l'un des premiers blocs moteurs de l'Alliance avec le moteur M, et il est fabriqué par Renault et Nissan.

## Présentation
Cette section ne s'appuie pas, ou pas assez, sur des sources secondaires ou tertiaires indépendantes du sujet. Le texte peut contenir des analyses inexactes ou inédites de sources primaires.
Pour l'améliorer, ajoutez-en, ou placez des modèles {{Source secondaire souhaitée}} ou {{Source secondaire nécessaire}} sur les passages mal sourcés. (février 2025)
En 2009, le moteur H fait son apparition chez Renault sur la Mégane III, dans une version 4 cylindres de type H4Jt (1.4 TCe 130). Ce nouveau moteur a vocation à remplacer le « moteur K » apparu sur la Mégane I en 1995 qui était une ultime évolution du mythique « moteur Cléon-Fonte ». Ce bloc moteur, est utilisé chez Nissan depuis 09/2004. Inauguré sur la Nissan Tiida avec le HR15DE (1.5L).
Fin 2012, lors du lancement de la Clio IV, la version 3 cylindres type H4Bt (0.9 TCe 90) fait son apparition, dans le but de remplacer progressivement le « moteur D » fabriqué par la société Française de mécanique et qui était apparu sur la Twingo I et la Clio I phase 3, en 1996. Ce moteur a équipé également les véhicules Smart en version 0.9TCe et 1.0SCe.
Renault propose un 1,5 L essence en Inde à partir de 2017.
En décembre 2017, un inédit moteur de 1 330 cm3 de cylindrée (H5Ht) arrive dans la gamme Renault, et notamment sur le nouveau Scénic 4. Appelé à remplacer l'ancien H5Ft, il propose des puissances allant de 115 à 160 ch. Il a été conçu en collaboration avec Daimler qui l'utilise également sur certains de ses véhicules.

## Défaillances des moteurs H5Ft / HRA2DDT: Renault 1.2 TCe et Nissan 1.2 DIG-T

### Problème de ces moteurs
En mars 2019, le site largus.fr, publiait une enquête basée sur des notes techniques confidentielles constructeur qui relevait des problèmes de surconsommation d'huile sur les moteurs Renault 1.2 TCe (produits du 1er janvier 2012 au 11 mai 2016). Une note technique du 13 avril 2016 confirmant que Nissan et son moteur 1.2 DIG-T était également touché.
Les constructeurs ont depuis développé un nouveau calibrage de l'unité de calcul moteur et ont aussi amélioré le revêtement chrome des segments de pistons sur les nouveaux modèles 1.2 TCe et DIG-T, sans pour autant procéder au rappel des moteurs produits précédemment et potentiellement touchés par ce défaut pouvant pourtant engendrer une usure moteur prématurée menant pourtant à de nombreuses casses moteur brutales à pleine vitesse sur autoroute,,.
Le 24 mai 2019, l'UFC-Que Choisir publie un article complet dans lequel il met lui aussi en lumière un vice caché sur les H5Ft produits entre 2012 et 2016. Cet article cite la note interne Renault Actis Solution 10575, qui admet « une défaillance de la calibration d'injection ». Un défaut de pression dans le conduit d'admission empêcherait le bon remplissage naturel du moteur ce qui entraînerait en conséquence
- une surconsommation d'huile et une usure prématurée : la quantité d'air extérieur admise étant insuffisante, de l'air en provenance du fond du moteur rentre dans le cylindre, emmenant de l'huile avec lui ;
- la formation de calamine en raison de la combustion de l'huile ; cette calamine forme en couche isolante qui provoque une surchauffe et peut mener à une fusion de l'acier de certaines pièces.

L'article donne les signes avant-coureurs pour cette panne qui se manifeste apparemment dès 60 000 km et serait amplifiée si le moteur est surtout utilisé en conduite urbaine.
L'article donne la liste des modèles à risques :
- Renault (1.2 TCe 100*, 115, 120 et 130 ch) : Captur, Clio IV, Kadjar, Kangoo II, Megane III, Scénic et Grand Scénic III
- Dacia (1.2 TCe 115 et 125 ch) : Duster, Dokker et Lodgy
- Mercedes-Benz (1.2 115 ch) : Citan
- Nissan (1.2 DIG-T 115 ch) : Qashqai II, Pulsar et Juke

En Espagne, l'OCU (association de défense des consommateurs) lance également l'alerte quelques jours après l'UFC-Que Choisir.
En réponse à la mise en demeure de l'UFC-Que Choisir, les constructeurs minimisent et indiquent que « seule une faible proportion de ces véhicules ont rencontré une consommation d’huile supérieure à la consommation habituelle d’un moteur » sans pour autant donner de chiffres.
L'absence de rappel est ainsi justifiée : « la surconsommation d’huile ne porte en aucun cas atteinte à la sécurité de nos produits ou de nos clients », alors que des dizaines de cas de casse moteur se sont pourtant produites à pleine vitesse sur autoroute.
Les magazines L'Argus, dans son guide de la fiabilité de juillet 2019, et Auto Plus n°1620 du 20 septembre 2019 révèlent à leur tour « une autre cause de défaillance » évoquée dans les documents internes de Renault : un défaut du capteur de cliquetis entraînant l'apparition d'un phénomène d'autoallumage, dit « LSPI (low speed pre-ignition), qui provoquerait la dégradation progressive de ces moteurs.
Dans l'émission Votre auto sur RMC le 7 juillet 2019(vers la 4e minute de l'émission), Jean-Luc Moreau (journaliste spécialisé en automobile qui a le premier évoqué la possibilité d'un « MoteurGate») révèle que « les reprogrammations développées par Renault » pour tenter de résoudre le problème de réglage du calculateur d'injection « supprimeraient en partie la dépollution du moteur », mettant ainsi ces moteurs hors des normes d'homologation.
Le 21 décembre 2019, une pétition en ligne est lancée afin de dénoncer l'inertie des constructeurs et de la DGCCRF dans ce dossier. Le ministère de l’Économie et des Finances, par le biais de Mme Agnès Pannier-Runacher, secrétaire d'État, répond à cette pétition dans une lettre datée du 24 avril 2020.
Selon le ministère, « cette affaire ne relève pas du droit pénal de la consommation, car il ne s'agit ni de publicité de nature à induire en erreur, ni d'une conception volontairement frauduleuse des véhicules, mais plutôt d'une conception de pièces ou d'un calibrage à parfaire ».
La réponse apportée par la secrétaire d'État renvoie donc les victimes vers les juridictions civiles ou vers les constructeurs pour une réponse contractuelle ou commerciale.
*Les moteurs H5FT 1.2 TCe 100 (4 cylindres) n'équipent que certaines Renault Mégane IV, celles produites de 2016 à 2018.

### Actions en justice
France
Le 11 janvier 2022, la plateforme d'actions collective MyLeo annonce l'ouverture d'une action collective conjointe baptisée « Motorgate — casse moteur » contre les constructeurs Renault, Nissan et Dacia. En février 2022, l'association loi 1901 « Victimes du motorgate » voit le jour et invite les victimes de tous les pays concernés par les défaillances de ces moteurs à s'unir pour défendre leurs intérêts. Au 1 mai 2022, plus de 1100 plaignants se sont inscrits à cette action collective. 
Le 19 mai 2022 un ultimatum est adressé à Renault et Nissan, les victimes par la voie de leur avocat leur laissent jusqu'au 5 juin pour engager une négociation, promettant sinon de lancer une "guérilla procédurale" afin d'obtenir des "condamnations civiles et pénales" contre ces constructeurs,. Les constructeurs ne répondent pas à cet ultimatum en temps et en heure, les assignations en référé probatoire sont rédigées et adressées le 15 juin 2022 au Tribunal de Versailles.
Le 14 mars 2023, le Tribunal de Versailles condamne Renault à transmettre les documents que leur réclamaient les victimes, Renault interjette appel de cette décision. Il est à noter que dans cette décision de première instance, le motif légitime des demandeurs a été caractérisé.
En revanche, les victimes sont déboutées de leur demande à l'encontre de Nissan France qui se défendait en prétextant ne pas posséder les documents réclamés par les victimes, les renvoyant vers Nissan motors UK. Les victimes on interjeté appel de cette décision.
Le 5 juin 2023, c'est le Tribunal Judiciaire de Nanterre qui est cette fois saisi d'une plainte pénale massive contre Renault.
Les chefs d'infractions sont les suivants :
- Tromperie aggravée (article L. 454-1 du Code de la consommation)
- Pratiques commerciales trompeuses (articles L. 121-2 à L. 121-5 et articles L. 132-1 à L. 132-9 du Code de la consommation)
- Escroquerie (article 313-1 du Code pénal)
- Mise en danger d’autrui (article 223-1 du Code pénal)

Les autres chefs d'infractions pouvant être caractérisés (si l’ouverture d’une enquête ou d’une information judiciaire permettait de le démontrer) :
- Atteintes involontaires à l’intégrité de la personne (articles 222-19 et suivants du Code pénal)
- Destructions, dégradations et détériorations dangereuses pour les personnes (article 322-5 du Code pénal)
- Inexécution des obligations de signalement, de retrait, de rappel ou de mesures correctives en matière de produits non conformes ou dangereux (articles L. 451-1 et L. 452-5 du Code de la consommation)
- Violations diverses au Code de la Route (article L. 321-1 du Code de la route)

Fin juin 2023, ce sont plus de 2000 plaignants Français qui sont inscrits à l'action collective conjointe Motorgate - Casse moteur sur la plateforme MyLeo.
Une extension de l'action collective aux autres pays concernés est en préparation et devrait voir le jour début 2024.
Israël
En avril 2020, un recours collectif est déposé contre les constructeurs automobiles Renault et Nissan, et l'importateur officiel en Israël auprès du tribunal de district de Ramla.
Des dizaines de milliers de conducteurs israéliens pourraient ainsi être concernés après avoir fait l'acquisition de véhicules Renault, Dacia ou Nissan équipés du moteur essence 1.2 TCe (Nissan 1.2 DIG-T) mis en cause.
Les demandes des plaignants portent sur :
- Déclarer un rappel en Israël et convoquer tous les propriétaires de véhicules concernés pour les tests, traitements et réparations requis.
- Indemnisation des propriétaires de véhicules pour leurs dépenses et dommages.
- Prolongation de la période de garantie des moteurs pour une période de 10 ans ou jusqu'à 200 000 km à compter de la date d'approbation de la demande.

Royaume Uni
En juin 2020, les soupçons de tromperie aux tests d’homologation révélés dans le rapport du Vehicle Market Surveillance Unit (UK) de 2017 amènent le cabinet d’avocat Harcus & Parker à initier une plainte collective contre Renault et Nissan.

## Rejets de NOxdu Nissan Qashqai 1.2 DIG-T

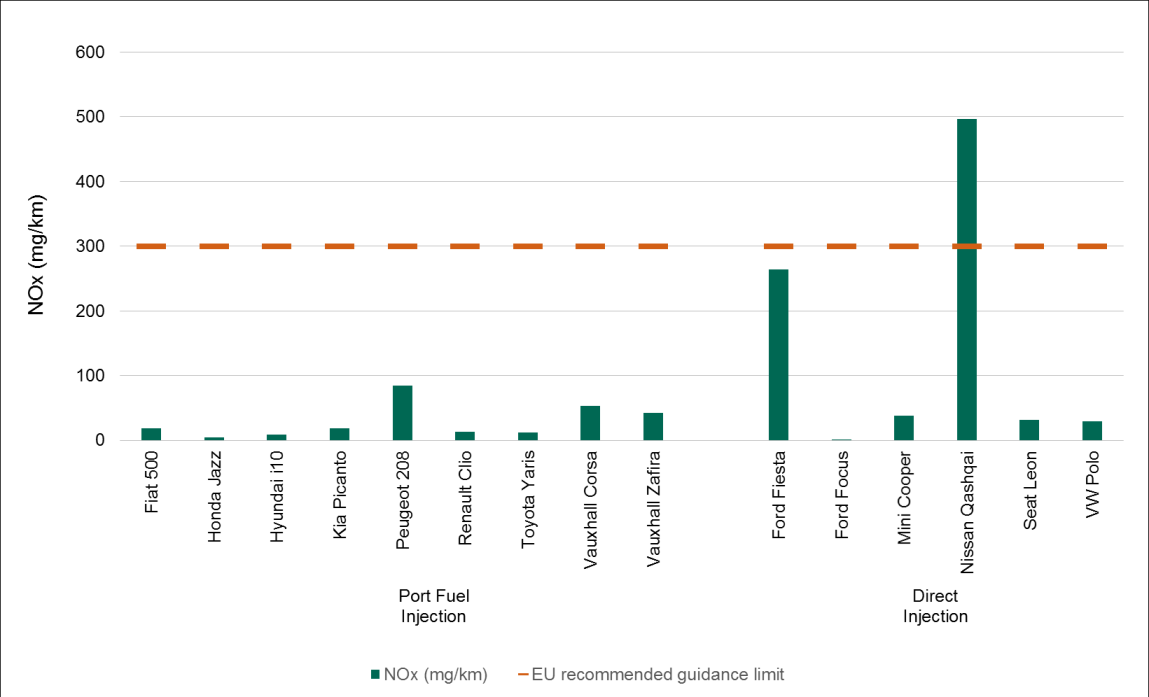
Résultats réels pour les voitures à essence par rapport aux limites de guidage recommandées par l'UE

Après le scandale du DieselGate, le Vehicle Market Surveillance Unit, en Grande-Bretagne, est allé plus loin que la commission Royal en France en 2016 ; l'organisme britannique décida de tester également les véhicules essence en conditions réelles de conduite afin de vérifier s'ils respectaient les seuils de rejets de Nox pour lesquels ils avaient été homologués.
Le résultat fut accablant ; en conditions réelles de conduite, le Nissan Qashqai ainsi testé présentait des émissions près de 10 fois supérieures à celles des tests NEDC.
Le rapport indique également que le Nissan Qashqai n'ayant pas de séquence permettant d'activer le mode « dynamique », un faisceau de câblage spécifique au véhicule était nécessaire afin de conduire le véhicule sur le châssis dynamométrique de test NEDC.

## Caractéristiques

### Motorisations

#### Thermique
|                                | 0.9 TCe                           | 0.9 TCe                           | 1.0 SCe                           | 1.0 SCe                           | 1.0 TCe                   | 1.0 TCe                   | 1.0 TCe                      | 1.2 TCe                   | 1.2 TCe                           | 1.2 TCe                   | 1.2 TCe                   | 1.2 TCe                   | 1.3 TCe                           | 1.3 TCe                           | 1.3 TCe                           | 1.4 TCe                   | 1.5 Petrol                | 1.6 SCe                   | 1.6 SCe                    | 1.6 SCe                    |                            |                            |
| Code moteur (Renault)          | H4Bt                              | H4Bt                              | H4D                               | H4D                               | H4Dt                      | H4Dt                      | H5Dt                         | H5Ft                      | H5Ft                              | H5Ft                      | H5Ft                      | H5Ft                      | H5Ht                              | H5Ht                              | H5Ht                              | H4Jt                      | H4K                       | H4M                       | H4M                        | H4M                        |                            |                            |
| Code moteur (Nissan)           | HR09DET                           | HR09DET                           | HR10DE                            | HR10DE                            | HR10DET                   | HR10DET                   | HR10DDT                      | HR12DDT                   | HR12DDT                           | HR12DDT                   | HR12DDT                   | HR12DDT                   | HR13DDT                           | HR13DDT                           | HR13DDT                           | HR14DET                   | HR15DE                    | HR16DE                    | HR16DE                     | HR16DE                     |                            |                            |
| Cylindrée                      | 898 cm3                           | 898 cm3                           | 999 cm3                           | 999 cm3                           | 999 cm3                   | 999 cm3                   | 999 cm3                      | 1 197 cm3                 | 1 197 cm3                         | 1 197 cm3                 | 1 197 cm3                 | 1 197 cm3                 | 1 332 cm3                         | 1 332 cm3                         | 1 332 cm3                         | 1 397 cm3                 | 1 498 cm3                 | 1 598 cm3                 | 1 598 cm3                  | 1 598 cm3                  |                            |                            |
| Alésage (mm) × course (mm)     | 72,2 × 73,1                       | 72,2 × 73,1                       | 72,2 × 81,3                       | 72,2 × 81,3                       | 72,2 × 81,3               | 72,2 × 81,3               | 72,2 × 81,3                  | 72,2 × 73,1               | 72,2 × 73,1                       | 72,2 × 73,1               | 72,2 × 73,1               | 72,2 × 73,1               | 72,2 × 81,3                       | 72,2 × 81,3                       | 72,2 × 81,3                       | 78 × 73,1                 | 78 × 78,4                 | 78 × 83,6                 | 78 × 83,6                  | 78 × 83,6                  |                            |                            |
| Nombre de cylindres / soupapes | 3 cylindres / 12 soupapes         | 3 cylindres / 12 soupapes         | 3 cylindres / 12 soupapes         | 3 cylindres / 12 soupapes         | 3 cylindres / 12 soupapes | 3 cylindres / 12 soupapes | 3 cylindres / 12 soupapes    | 4 cylindres / 16 soupapes | 4 cylindres / 16 soupapes         | 4 cylindres / 16 soupapes | 4 cylindres / 16 soupapes | 4 cylindres / 16 soupapes | 4 cylindres / 16 soupapes         | 4 cylindres / 16 soupapes         | 4 cylindres / 16 soupapes         | 4 cylindres / 16 soupapes | 4 cylindres / 16 soupapes | 4 cylindres / 16 soupapes | 4 cylindres / 16 soupapes  | 4 cylindres / 16 soupapes  |                            |                            |
| Vilebrequin                    | 4 paliers                         | 4 paliers                         | 4 paliers                         | 4 paliers                         | 4 paliers                 | 4 paliers                 | 4 paliers                    | 5 paliers                 | 5 paliers                         | 5 paliers                 | 5 paliers                 | 5 paliers                 |                                   |                                   |                                   |                           |                           |                           |                            |                            |                            |                            |
| Énergie                        | Essence                           | Essence                           | Essence                           | Essence                           | GPL/ Essence              | Essence                   | Essence                      | Essence                   | Essence                           | Essence                   | Essence                   | Essence                   | Essence                           | Essence                           | Essence                           | Essence                   | Essence                   | Essence                   | Essence                    | Essence/Éthanol            |                            |                            |
| Alimentation                   | Turbocompressée                   | Turbocompressée                   | Atmosphérique                     | Atmosphérique                     | Turbocompressée           | Turbocompressée           | Turbocompressée              | Turbocompressée           | Turbocompressée                   | Turbocompressée           | Turbocompressée           | Turbocompressée           | Turbocompressée                   | Turbocompressée                   | Turbocompressée                   | Turbocompressée           | Atmosphérique             | Atmosphérique             | Atmosphérique              | Atmosphérique              |                            |                            |
| Puissance maximale             | 90 ch à 5 000 tr/min              | 110 ch à 5 750 tr/min             | 67 ch à 6 250 tr/min              | 72 ch à 6 250 tr/min              | 100 ch à 5 000 tr/min     | 90 ch à 5 000 tr/min      | 110 ch à 5 000 tr/min        | 100 ch à 4 500 tr/min     | 115 ch à 4 500 tr/min             | 120 ch à 4 900 tr/min     | 125 ch à 5 250 tr/min     | 130 ch à 5 500 tr/min     | 115 ch à 4 500 tr/min             | 140 ch à 5 000 tr/min             | 160 ch à 5 500 tr/min             | 131 ch à 5 500 tr/min     | 106 ch à 5 600 tr/min     | 102 ch à 5 600 tr/min     | 115 ch à 5 600 tr/min      | 105 ch à 5750 tr/min       |                            |                            |
| Couple maximal                 | 140+10 N m à 2 250 tr/min         | 170 N m à 2 000 tr/min            | 95 N m à 3 600 tr/min             | 95 N m à 3 600 tr/min             | 160 N m à 2 750 tr/min    | 160 N m à 2 750 tr/min    | 200 N m à 2 900–3 500 tr/min | 175 N m à 1 500 tr/min    | 190 N m à 2 000 tr/min            | 190 N m à 2 000 tr/min    | 205 N m à 2 000 tr/min    | 205 N m à 2 000 tr/min    | 220 N m à 1 500 tr/min            | 260 N m à 1 600 tr/min            | 270 N m à 1 800 tr/min            | 190 N m à 2 250 tr/min    | 142 N m à 4 000 tr/min    | 156 N m à 4 000 tr/min    | 156 N m à 4 000 tr/min     | 148 Nm à 3750 tr/min       |                            |                            |
| Norme anti-pollution           | Euro 6                            | Euro 6                            | Euro 6                            | Euro 6                            | Euro 6d-TEMP              | Euro 6d                   | Euro 6d                      | Euro 6                    | Euro 6                            | Euro 6                    | Euro 6                    | Euro 6                    | Euro 6                            | Euro 6                            | Euro 6                            | Euro 5                    |                           | Euro 6                    | Euro 6                     | Euro 6                     |                            |                            |
| Utilisateurs                   | Renault Dacia Nissan Daimler-Benz | Renault Dacia Nissan Daimler-Benz | Renault Dacia Nissan Daimler-Benz | Renault Dacia Nissan Daimler-Benz | Renault Dacia Nissan      | Renault Dacia Nissan      | Renault Dacia Nissan         | Renault Dacia Nissan      | Renault Dacia Nissan Daimler-Benz | Renault Dacia Nissan      | Renault Dacia Nissan      | Renault Dacia Nissan      | Renault Dacia Nissan Daimler-Benz | Renault Dacia Nissan Daimler-Benz | Renault Dacia Nissan Daimler-Benz | Renault Dacia Nissan      | Renault Dacia Nissan      | Renault Dacia Nissan      | Renault Dacia Nissan Secma | Renault Dacia Nissan Secma | Renault Dacia Nissan Secma | Renault Dacia Nissan Secma |

#### Hybride
|                                | 1.2 Mild Hybrid Advanced 48V 130 | 1.2 E-Tech Full Hybrid 200 | 1.3 Mild Hybrid 12V 160   | 1.6 E-TECH full hybrid                                           | 1.6 E-TECH plug-in hybrid                                   | 1.8 E-TECH full hybrid               |
| Code moteur (Renault)          | H5F                              | H5F                        | H5H                       | H4M + 5DH                                                        | H4M + 5DH                                                   | H5P                                  |
| Code moteur (Nissan)           | HR12DDV                          | HR12DDV                    | HR13DDT                   | HR16DEg3h                                                        | HR16DEg3h                                                   | HR18DDh                              |
| Cylindrée                      | 1199cm³                          | 1199cm³                    | 1333cm³                   | 1598 cm³                                                         | 1598 cm³                                                    | 1799 cm³                             |
| Al?ésage (mm) × course (mm)    | 75.5 x 89.3                      | 75.5 x 89.3                | 72,2 × 81,3               | 78 × 83.6                                                        | 78 × 83.6                                                   |                                      |
| Nombre de cylindres / soupapes | 3 cylindres / 12 soupapes        | 3 cylindres / 12 soupapes  | 4 cylindres / 16 soupapes | 4 cylindres / 16 soupapes                                        | 4 cylindres / 16 soupapes                                   | 4 cylindres / 16 soupapes            |
| Énergie                        | Essence et électrique            | Essence et électrique      | Essence et électrique     | Essence et électrique                                            | Essence et électrique                                       | Essence et électrique                |
| Alimentation                   | Turbocompressée                  | Turbocompressée            | Turbocompressée           | Atmosphérique                                                    | Atmosphérique                                               | Atmosphérique                        |
| Puissance maximale             | 130 ch à 4 500 tr/min            | 200 ch                     | 158 ch                    | 91/94ch à 5600 tr/min (H4M)+ 47ch (5DH) + 20 ch (HSG)=140/145 ch | 91 ch à 5600 tr/min (H4M)+ 67 ch (5DH) + 46 ch (HSG)=160 ch | 107ch (HR18)+ 50ch (E-Motor) =155 ch |
| Couple maximal                 | 205 Nm                           | 410 Nm                     | 270 Nm                    | 144 Nm(H4M) + 205 Nm(5DH) + 50Nm (HSG)=350 Nm                    | 144 Nm(H4M) + 205 Nm(5DH) + 50Nm (HSG)=350 Nm               |                                      |
| Norme anti-pollution           | Euro 6/Euro 6d                   | Euro 6/Euro 6d             | Euro 6/Euro 6d            | Euro 6/Euro 6d                                                   | Euro 6/Euro 6d                                              | Euro 7                               |